# Oitbacka gård
Oitbacka gård (finska: Oitbackan kartano) är ett gårdsområde i Kyrkslätt i det finländska landskapet Nyland. Oitbacka gård bildar Museiverkets värdefull byggt kulturmiljö av riksintresse och är därmed skyddat.

## Historia
Gården fick sitt nuvarande prägel i slutet av 1800-talet, då den köptes av ryska handelssläkten Kiseleff. Nikolai Kiseleff ägde gården från år 1859. Efter hans död 18 mars 1883 ärvdes den av hans änka Olga Kiseleff, sonen Feodor Kiseleff och dottern Nadine. Feodor Kiseleff fortsatte förstora gården, och lät bland annat bygga ett orangeri och en ny ladugård. Han intresserade sig för hästuppfödning, och lät 1910-1912 bygga ett stall enligt ritningar av Jarl Eklund. Under åren 1893-1926 uppföddes 186 hästar. 1926 övergick gården i Guy Topelius ägo, vars änka Anna Topelius ärvde senare gården.
Idag är gården cirka 350 hektar stor, varav 90 ha åker och 230 ha skog.